# Monte Sirino
Monte Sirino is een berg in Basilicata, Zuid-Italië. De hoogste top is Monte Papa, op 2.005 m hoogte. Het is gelegen in het zuidpunt van het Nationaal park Appennino Lucano Val d'Agri Lagonegrese.